# Hludana-steen

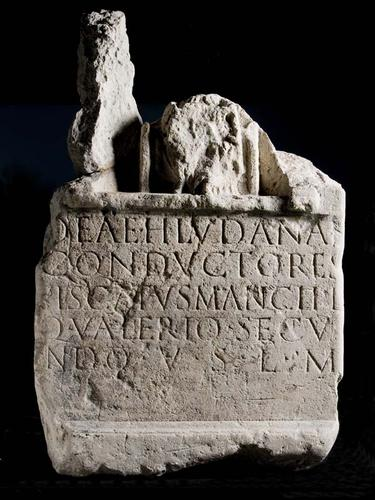
De Hludana-steen.
Collectie Fries Museum

De Hludana-steen is een votiefsteen die in 1888 tijdens de afgraving van een terp in het Friese dorp Beetgum is gevonden. De votiefsteen dateert uit het begin van de jaartelling en is gewijd aan de godin Hludana. 
De inscriptie erop luidt (vertaald uit het Latijn): Aan de godin Hludana hebben de pachters van de visserij, toen Quintus Valerius Secundus de hoofdpachter was, hun gelofte betaald, vrijwillig en naar verdienste. Hludana was niet alleen bekend bij de Frisii, maar gezien de vondsten van vier soortgelijke votiefstenen langs de rivier de Rijn waaronder bij Kalkar en Xanten, ook bij andere volken.
Het onderwerp is opgenomen in de Canon van Friesland.